# الموسوعة القبطية
الموسوعة القبطية مكونة من ثمانية مجلدات تغطي التاريخ واللاهوت واللغة والفن والعمارة وعلم الآثار وسير القديسين في مصر القبطية. ساهم فيها أكثر من 250 خبيرًا غربيًا ومصريًا متخصصين في علم القبطيات والتاريخ والفن واللاهوت، وحررها عزيز سوريال عطية. والموسوعة مولها البابا شنودة الثالث، ومؤسسة روكفلر، والوقف الوطني للعلوم الإنسانية [الإنجليزية]، وآخرون.

## خصائص الموسوعة
تعد أول موسوعة لأحد الكنائس الشرقية منذ صدورها عام 1991 وهي مصدر للأكاديميين والطلبة في الغرب. وتعتبر درة أعمال عزيز سوريال عطية، الذي لم يعش ليشهد صدورها.
طور عطية رؤيته لإصدار موسعة قبطية خلال سنوات تدريسه في مركز الشرق الأوسط بجامعة يوتا. فشكل لجنة تحرير وطالب العلماء من جميع أنحاء العالم بالمساهمة وتقديم اقتراحات للمدخلات. وبدأ العمل فيها عام 1980.
شارك البابا شنودة الثالث بنفسه في كتابة مدخل عن هجرة الأقباط للخارج، حيث شهد عهده زيادة كبيرة في عدد الأقباط المهاجرين.
في عام 2009، حصلت كلية الأديان بـ جامعة كليرمونت للدراسات العليا [الإنجليزية] (CGU) على حق تطوير نسخة محدثة ومتوسعة ومتطورة بشكل مستمر على شبكة الإنترنت من الموسوعة القبطية.

## أنظر أيضا
- التاريخ القبطي
- الكنيسة القبطية الأرثوذكسية بالإسكندرية